# Kanton Argent-sur-Sauldre
Argent-sur-Sauldre is een voormalig kanton van het Franse departement Cher. Het kanton maakte deel uit van het arrondissement Vierzon. Het werd opgeheven bij decreet van 21 februari 2014 met uitwerking op 22 maart 2015.

## Gemeenten
Het kanton Argent-sur-Sauldre omvatte de volgende gemeenten:
- Argent-sur-Sauldre (hoofdplaats)
- Blancafort
- Brinon-sur-Sauldre
- Clémont